# Olympische Sommerspiele 1952/Rudern – Doppelzweier
Der Ruder-Doppelzweier der Männer bei den Olympischen Sommerspielen 1952 wurde vom 20. bis 23. Juli in der Bucht Seurasaarenselkä ausgetragen.

## Ergebnisse

### Vorläufe
Die zwei schnellsten Athleten eines jeden Laufs qualifizierten sich für das Halbfinale. Alle anderen mussten in den Hoffnungslauf.

#### Vorlauf 1
| Rang | Athleten                           | Nation         | Zeit       | Qualifikation    |
| ---- | ---------------------------------- | -------------- | ---------- | ---------------- |
| 1    | Jacques Maillet Achille Giovannoni | Frankreich     | 7:00,1 min | Halbfinale       |
| 2    | Waldemar Beck Gerhard Füssmann     | BR Deutschland | 7:04,3 min | Halbfinale       |
| 3    | Robert George Jos Van Stichel      | Belgien        | 7:13,2 min | 1. Hoffnungslauf |
| 4    | Ebbe Parsner Åge Larsen            | Dänemark       | 7:27,3 min | 1. Hoffnungslauf |

#### Vorlauf 2
| Rang | Athleten                       | Nation      | Zeit       | Qualifikation    |
| ---- | ------------------------------ | ----------- | ---------- | ---------------- |
| 1    | Georgi Schilin Igor Jemtschuk  | Sowjetunion | 7:02,5 min | Halbfinale       |
| 2    | Miguel Seijas Juan Rodríguez   | Uruguay     | 7:06,9 min | Halbfinale       |
| 3    | Peter Stebler Émile Knecht     | Schweiz     | 7:09,3 min | 1. Hoffnungslauf |
| 4    | Keijo Koivumäki Eero Koivumäki | Finnland    | 7:19,5 min | 1. Hoffnungslauf |

#### Vorlauf 3
| Rang | Athleten                            | Nation             | Zeit       | Qualifikation    |
| ---- | ----------------------------------- | ------------------ | ---------- | ---------------- |
| 1    | Silvio Bergamini Lodovico Sommaruga | Italien            | 7:01,3 min | Halbfinale       |
| 2    | Pat Costello Walter Hoover          | Vereinigte Staaten | 7:01,9 min | Halbfinale       |
| 3    | John MacMillan Peter Brandt         | Großbritannien     | 7:07,4 min | 1. Hoffnungslauf |
| 4    | Bob Williams Derek Riley            | Kanada             | 7:19,3 min | 1. Hoffnungslauf |

#### Vorlauf 4
| Rang | Athleten                            | Nation           | Zeit       | Qualifikation    |
| ---- | ----------------------------------- | ---------------- | ---------- | ---------------- |
| 1    | Tranquilo Cappozzo Eduardo Guerrero | Argentinien      | 7:04,4 min | Halbfinale       |
| 2    | Antonín Malinkovič Jiří Vykoukal    | Tschechoslowakei | 7:11,6 min | Halbfinale       |
| 3    | John Rogers Murray Riley            | Australien       | 7:16,7 min | 1. Hoffnungslauf |
| 4    | Tore Johansson Curt Brunnqvist      | Schweden         | 8:31,3 min | 1. Hoffnungslauf |

### 1. Hoffnungslauf

#### Lauf 1
| Rang | Athleten                       | Nation   | Zeit       | Qualifikation    |
| ---- | ------------------------------ | -------- | ---------- | ---------------- |
| 1    | Robert George Jos Van Stichel  | Belgien  | 7:03,2 min | 2. Hoffnungslauf |
| 2    | Peter Stebler Émile Knecht     | Schweiz  | 7:05,8 min |                  |
| 3    | Tore Johansson Curt Brunnqvist | Schweden | 7:11,4 min |                  |
| 4    | Bob Williams Derek Riley       | Kanada   | 7:15,5 min |                  |

#### Lauf 2
| Rang | Athleten                       | Nation         | Zeit       | Qualifikation    |
| ---- | ------------------------------ | -------------- | ---------- | ---------------- |
| 1    | John Rogers Murray Riley       | Australien     | 7:03,0 min | 2. Hoffnungslauf |
| 2    | John MacMillan Peter Brandt    | Großbritannien | 7:04,4 min |                  |
| 3    | Ebbe Parsner Åge Larsen        | Dänemark       | 7:09,3 min |                  |
| 4    | Keijo Koivumäki Eero Koivumäki | Finnland       | 7:12,0 min |                  |

### Halbfinale

#### Halbfinale 1
| Rang | Athleten                           | Nation             | Zeit       | Qualifikation    |
| ---- | ---------------------------------- | ------------------ | ---------- | ---------------- |
| 1    | Antonín Malinkovič Jiří Vykoukal   | Tschechoslowakei   | 7:23,5 min | Finale           |
| 2    | Pat Costello Walter Hoover         | Vereinigte Staaten | 7:24,3 min | 2. Hoffnungslauf |
| 3    | Georgi Schilin Igor Jemtschuk      | Sowjetunion        | 7:26,5 min | 2. Hoffnungslauf |
| 4    | Jacques Maillet Achille Giovannoni | Frankreich         | 7:29,5 min | 2. Hoffnungslauf |

#### Halbfinale 2
| Rang | Athleten                            | Nation         | Zeit       | Qualifikation    |
| ---- | ----------------------------------- | -------------- | ---------- | ---------------- |
| 1    | Tranquilo Cappozzo Eduardo Guerrero | Argentinien    | 7:23,1 min | Finale           |
| 2    | Waldemar Beck Gerhard Füssmann      | BR Deutschland | 7:36,3 min | 2. Hoffnungslauf |
| 3    | Silvio Bergamini Lodovico Sommaruga | Italien        | 7:36,7 min | 2. Hoffnungslauf |
| 4    | Miguel Seijas Juan Rodríguez        | Uruguay        | 8:04,0 min | 2. Hoffnungslauf |

### 2. Hoffnungslauf

#### Lauf 1
| Rang | Athleten                     | Nation             | Zeit       | Qualifikation |
| ---- | ---------------------------- | ------------------ | ---------- | ------------- |
| 1    | Miguel Seijas Juan Rodríguez | Uruguay            | 7:01,7 min | Finale        |
| 2    | Pat Costello Walter Hoover   | Vereinigte Staaten | 7:03,6 min |               |
| 3    | John Rogers Murray Riley     | Australien         | 7:13,1 min |               |

#### Lauf 2
| Rang | Athleten                           | Nation         | Zeit       | Qualifikation |
| ---- | ---------------------------------- | -------------- | ---------- | ------------- |
| 1    | Jacques Maillet Achille Giovannoni | Frankreich     | 7:06,3 min | Finale        |
| 2    | Waldemar Beck Gerhard Füssmann     | BR Deutschland | 7:08,2 min |               |
| 3    | Robert George Jos Van Stichel      | Belgien        | 7:25,8 min |               |

#### Lauf 3
| Rang | Athleten                            | Nation      | Zeit       | Qualifikation |
| ---- | ----------------------------------- | ----------- | ---------- | ------------- |
| 1    | Georgi Schilin Igor Jemtschuk       | Sowjetunion | 7:07,5 min | Finale        |
| 2    | Silvio Bergamini Lodovico Sommaruga | Italien     | 7:16,0 min |               |

### Finale
| Rang | Athleten                            | Nation           | Zeit       |
| ---- | ----------------------------------- | ---------------- | ---------- |
| 1    | Tranquilo Cappozzo Eduardo Guerrero | Argentinien      | 7:32,3 min |
| 2    | Georgi Schilin Igor Jemtschuk       | Sowjetunion      | 7:38,3 min |
| 3    | Miguel Seijas Juan Rodríguez        | Uruguay          | 7:43,7 min |
| 4    | Jacques Maillet Achille Giovannoni  | Frankreich       | 7:46,8 min |
| 5    | Antonín Malinkovič Jiří Vykoukal    | Tschechoslowakei | 7:53,8 min |